# EHF European League 2024-2025 (maschile)
L'EHF European League 2024-2025 è stata la 44ª edizione della EHF European League, la seconda coppa per club più importante d'Europa, organizzata dall'European Handball Federation (EHF).
A vincere la manifestazione è stato, per il secondo anno consecutivo, il Flensburg-Handewitt, che ha sconfitto in finale il Montpellier per 32-25.

## Formula

### Turni di qualificazione
In base al numero delle squadre iscritte vengono sorteggiati uno o più turni di qualificazione: il turno si basa su gare di andata e ritorno che possono essere giocate a distanza di una settimana oppure, su accordo tra le società, possono essere giocate nella stessa sede in un solo weekend.

### Fase a gironi
Le 12 squadre già qualificate di diritto alla fase a gironi sono raggiunte da altrettante squadre qualificate tramite i turni di qualificazioni. Le 24 squadre vengono divise in quattro gironi da sei squadre ciascuno, dove le formazioni si scontrano con la formula del girone all'italiana con partite di andata e ritorno. Alla conclusione delle partite, le prime quattro squadre classificate si qualificano per i sedicesimi di finale.

### Main round
Le sedici squadre rimaste si dividono in quattro gruppi da quattro squadre, dove giocano partite contro le squadre con cui non hanno giocato nel primo turno, portandosi invece dietro i punti conquistati con le squadre già affrontate. Al termine delle partite la prima classificata di ogni gruppo si qualifica direttamente ai quarti di finale, mentre le seconde e le terze giocano dei playoff per qualificarsi ai quarti.

### Playoff e quarti di finale
Le otto squadre qualificate giocano, tramite sorteggio, partite di andata e ritorno. Le squadre che risultano vincenti al termine delle due gare si qualificano per i quarti di finale.
Dopo altri due scontri di andata e ritorno, le squadre vincenti si qualificano per le Final Four.

### Final Four
Al termine delle partite dei quarti di finale, le quattro squadre qualificate partecipano alle Final Four, che prevedono semifinali e finali da disputarsi in gara secca.

## Squadre partecipanti
Alla manifestazione partecipano 44 squadre. Non sono state ammesse squadre russe e bielorusse.
| Fase a gironi          | Fase a gironi       | Fase a gironi        | Fase a gironi         |
| ---------------------- | ------------------- | -------------------- | --------------------- |
| Górnik Zabrze          | RK NEXE Našice      | GOG Håndbold         | Kadetten Schaffhausen |
| IK Sävehof             | RK Vardar           | MOL-Tatabánya KC     | RK Gorenje Velenje    |
| HT Tatran Prešov       | CSM Costanţa        | FC Porto             | RK Vojvodina          |
| SG Flensburg-Handewitt | S.L. Benfica        | Montpellier Handball | Batcho Torrelavega    |
| SPR Chrobry Głogów     | Bidasoa Irun        | FH                   | THW Kiel              |
| MRK Sesvete            | Fenix Toulouse      |                      |                       |
| Qualificazioni         |                     |                      |                       |
| Bjerringbro-Silkeborg  | IFK Kristiansad     | Elverum Håndball     | ABC Braga             |
| GC Amicitia Zürich     | Fraikin Granollers  | MT Melsungen         | RK Trimo Trebnje      |
| HC Kriens-Luzern       | Madeira Andebol SAD | Ystads IF            | Valur                 |
| VfL Gummersbach        | Limoges Handball    | Mors-Thy Håndbold    | Abanca Ademar León    |
| RK Spačva Vinkovci     | FTC-Green Collect   | RK Izviđač           | Banik Karvina         |

## Qualificazioni
| Squadra 1             | Totale | Squadra 2          | Andata | Ritorno |
| --------------------- | ------ | ------------------ | ------ | ------- |
| ABC Braga             | 50–52  | Abanca Ademar León | 23–21  | 27–31   |
| Melsungen             | 64–54  | Elverum            | 28–23  | 36–31   |
| Trimo Trebnje         | 56–63  | Limoges            | 32–28  | 24–35   |
| Kriens-Luzern         | 71-69  | Amicitia Zürich    | 37–31  | 34–38   |
| Mors-Thy              | 52–74  | Gummersbach        | 22–35  | 30–39   |
| Valur                 | 58–57  | Spačva Vinkovci    | 34–25  | 24–32   |
| Kristianstad          | 57–62  | Fraikin Granollers | 29–32  | 28–30   |
| Bjerringbro-Silkeborg | 77–61  | FTC-Green Collect  | 45–27  | 32–34   |
| Ystads                | 72–66  | Madeira            | 39–31  | 33–35   |
| Banik Karvina         | 59–54  | Izviđač            | 32–22  | 26–32   |

## Fase a gironi

### Girone A

#### Classifica
| Pos | Squadra            | G | V | N | P | GF  | GS  | DG  | Pt | Qualificazione |
| --- | ------------------ | - | - | - | - | --- | --- | --- | -- | -------------- |
| 1   | Kriens-Luzern      | 6 | 5 | 0 | 1 | 196 | 181 | +15 | 10 | Main Round     |
| 2   | GOG                | 6 | 4 | 1 | 1 | 198 | 168 | +30 | 9  | Main Round     |
| 3   | Gorenje Velenje    | 6 | 1 | 1 | 4 | 160 | 186 | −26 | 3  |                |
| 4   | Abanca Ademar León | 6 | 1 | 0 | 5 | 161 | 180 | −19 | 2  |                |

#### Risultati
|                 | GOG   | GVE   | ADE   | KRI   |
| --------------- | ----- | ----- | ----- | ----- |
| GOG             | ––––  | 31-21 | 36-23 | 39-36 |
| Gorenje Velenje | 35-35 | ––––  | 28-25 | 27-33 |
| Ademar León     | 21-27 | 32-24 | ––––  | 30-31 |
| Kriens-Luzern   | 32-30 | 30-25 | 34-30 | ––––  |

### Girone B

#### Classifica
| Pos | Squadra               | G | V | N | P | GF  | GS  | DG  | Pt | Qualificazione |
| --- | --------------------- | - | - | - | - | --- | --- | --- | -- | -------------- |
| 1   | Montpellier           | 6 | 6 | 0 | 0 | 193 | 145 | +48 | 12 | Main Round     |
| 2   | Fraikin Granollers    | 6 | 3 | 0 | 3 | 194 | 186 | +8  | 6  | Main Round     |
| 3   | Bjerringbro-Silkeborg | 6 | 2 | 1 | 3 | 165 | 193 | −28 | 5  |                |
| 4   | Górnik Zabrze         | 6 | 0 | 1 | 5 | 161 | 189 | −28 | 1  |                |

#### Risultati
|                       | MON   | GOR   | BJE   | GRA   |
| --------------------- | ----- | ----- | ----- | ----- |
| Montpellier           | ––––  | 30-25 | 40-26 | 34-25 |
| Górnik Zabrze         | 23-27 | ––––  | 25-25 | 32-36 |
| Bjerringbro-Silkeborg | 22-34 | 30-26 | ––––  | 35-32 |
| Granollers            | 24-28 | 41-30 | 36-27 | ––––  |

### Girone C

#### Classifica
| Pos | Squadra               | G | V | N | P | GF  | GS  | DG  | Pt | Qualificazione |
| --- | --------------------- | - | - | - | - | --- | --- | --- | -- | -------------- |
| 1   | Benfica               | 6 | 5 | 0 | 1 | 190 | 163 | +27 | 10 | Main Round     |
| 2   | Limoges               | 6 | 4 | 0 | 2 | 198 | 170 | +28 | 8  | Main Round     |
| 3   | Kadetten Schaffhausen | 6 | 3 | 0 | 3 | 195 | 187 | +8  | 6  |                |
| 4   | Tatran Prešov         | 6 | 0 | 0 | 6 | 140 | 203 | −63 | 0  |                |

#### Risultati
|                      | KAD   | TPR   | BEN   | LIM   |
| -------------------- | ----- | ----- | ----- | ----- |
| Kadetten Scaffhausen | ––––  | 39-26 | 25-26 | 29-39 |
| Tatran Prešov        | 30-39 | ––––  | 16-24 | 21-34 |
| Benfica              | 39-32 | 36-23 | ––––  | 37-31 |
| Limoges              | 27-31 | 31-24 | 36-28 | ––––  |

### Girone D

#### Classifica
| Pos | Squadra        | G | V | N | P | GF  | GS  | DG  | Pt | Qualificazione |
| --- | -------------- | - | - | - | - | --- | --- | --- | -- | -------------- |
| 1   | Bidasoa Irun   | 6 | 4 | 1 | 1 | 199 | 176 | +23 | 9  | Main Round     |
| 2   | Ystads         | 6 | 3 | 1 | 2 | 196 | 179 | +17 | 7  | Main Round     |
| 3   | Chrobry Głogów | 6 | 2 | 1 | 3 | 187 | 201 | −14 | 5  |                |
| 4   | Constanța      | 6 | 1 | 1 | 4 | 177 | 203 | −26 | 3  |                |

#### Risultati
|                | BID   | CON   | CHG   | YST   |
| -------------- | ----- | ----- | ----- | ----- |
| Bidasoa Irun   | ––––  | 37-25 | 33-33 | 35-32 |
| Constanța      | 35-30 | ––––  | 26-32 | 29-29 |
| Chrobry Głogów | 28-35 | 37-33 | ––––  | 27-38 |
| Ystads         | 23-29 | 38-29 | 36-30 | ––––  |

### Girone E

#### Classifica
| Pos | Squadra            | G | V | N | P | GF  | GS  | DG  | Pt | Qualificazione |
| --- | ------------------ | - | - | - | - | --- | --- | --- | -- | -------------- |
| 1   | Kiel               | 6 | 6 | 0 | 0 | 200 | 174 | +26 | 12 | Main Round     |
| 2   | Vojvodina          | 6 | 4 | 0 | 2 | 194 | 186 | +8  | 8  | Main Round     |
| 3   | Batcho Torrelavega | 6 | 0 | 2 | 4 | 172 | 188 | −16 | 2  |                |
| 4   | Nexe               | 6 | 0 | 2 | 4 | 174 | 192 | −18 | 2  |                |

#### Risultati
|             | NEX   | KIE   | TOR   | VOJ   |
| ----------- | ----- | ----- | ----- | ----- |
| Nexe        | ––––  | 26-35 | 27-27 | 35-36 |
| Kiel        | 31-28 | ––––  | 32-27 | 37-35 |
| Torrelavega | 32-32 | 30-33 | ––––  | 26-33 |
| Vojvodina   | 31-26 | 28-32 | 31-30 | ––––  |

### Girone F

#### Classifica
| Pos | Squadra   | G | V | N | P | GF  | GS  | DG  | Pt | Qualificazione |
| --- | --------- | - | - | - | - | --- | --- | --- | -- | -------------- |
| 1   | Melsungen | 6 | 5 | 0 | 1 | 194 | 150 | +44 | 10 | Main Round     |
| 2   | Porto     | 6 | 3 | 1 | 2 | 178 | 163 | +15 | 7  | Main Round     |
| 3   | Vardar    | 6 | 2 | 1 | 3 | 163 | 187 | −24 | 5  |                |
| 4   | Valur     | 6 | 0 | 2 | 4 | 165 | 200 | −35 | 2  |                |

#### Risultati
|           | POR   | VAR   | MEL   | VAL   |
| --------- | ----- | ----- | ----- | ----- |
| Porto     | ––––  | 37-24 | 24-29 | 37-29 |
| Vardar    | 22-26 | ––––  | 32-30 | 33-26 |
| Melsungen | 32-27 | 34-18 | ––––  | 36-21 |
| Valur     | 27-27 | 34-34 | 28-33 | ––––  |

### Girone G

#### Classifica
| Pos | Squadra             | G | V | N | P | GF  | GS  | DG  | Pt | Qualificazione |
| --- | ------------------- | - | - | - | - | --- | --- | --- | -- | -------------- |
| 1   | Flensburg-Handewitt | 6 | 6 | 0 | 0 | 234 | 173 | +61 | 12 | Main Round     |
| 2   | MOL-Tatabánya       | 6 | 3 | 1 | 2 | 174 | 193 | −19 | 7  | Main Round     |
| 3   | Banik Karvina       | 6 | 1 | 1 | 4 | 177 | 203 | −26 | 3  |                |
| 4   | Sesvete             | 6 | 1 | 0 | 5 | 172 | 188 | −16 | 2  |                |

#### Risultati
|                     | FLE   | TAT   | SES   | KAR   |
| ------------------- | ----- | ----- | ----- | ----- |
| Flensburg-Handewitt | ––––  | 44-27 | 42-25 | 36-33 |
| Tatabánya           | 29-39 | ––––  | 28-25 | 28-27 |
| Sesvete             | 28-32 | 27-31 | ––––  | 38-23 |
| Karvina             | 31-41 | 31-31 | 32-29 | ––––  |

### Girone H

#### Classifica
| Pos | Squadra        | G | V | N | P | GF  | GS  | DG  | Pt | Qualificazione |
| --- | -------------- | - | - | - | - | --- | --- | --- | -- | -------------- |
| 1   | Gummersbach    | 6 | 5 | 0 | 1 | 200 | 162 | +38 | 10 | Main Round     |
| 2   | Fenix Toulouse | 6 | 4 | 0 | 2 | 190 | 182 | +8  | 8  | Main Round     |
| 3   | Sävehof        | 6 | 2 | 0 | 4 | 184 | 192 | −8  | 4  |                |
| 4   | FH             | 6 | 1 | 0 | 5 | 160 | 198 | −38 | 2  |                |

#### Risultati
|                | SÄV   | FH    | TOU   | GUM   |
| -------------- | ----- | ----- | ----- | ----- |
| Sävehof        | ––––  | 30-26 | 31-37 | 25-28 |
| FH             | 34-30 | ––––  | 25-29 | 21-40 |
| Fenix Toulouse | 30-33 | 37-30 | ––––  | 31-30 |
| Gummersbach    | 37-35 | 32-24 | 33-26 | ––––  |

## Maind round

### Gruppo I

#### Classifica
| Pos | Squadra            | G | V | N | P | GF  | GS  | DG  | Pt | Promozione       |
| --- | ------------------ | - | - | - | - | --- | --- | --- | -- | ---------------- |
| 1   | Montpellier        | 6 | 5 | 0 | 1 | 182 | 168 | +14 | 10 | Quarti di finale |
| 2   | GOG                | 6 | 3 | 1 | 2 | 199 | 193 | +6  | 7  | Playoff          |
| 3   | Kriens-Luzern      | 6 | 2 | 0 | 4 | 197 | 204 | −7  | 4  | Playoff          |
| 4   | Fraikin Granollers | 6 | 1 | 1 | 4 | 189 | 202 | −13 | 3  |                  |

#### Risultati
|                    | MON   | GOG   | KRI   | GRA   |
| ------------------ | ----- | ----- | ----- | ----- |
| Montpellier        | ––––  | 30-28 | 31-27 | 34-25 |
| GOG                | 33-27 | ––––  | 39-36 | 32-31 |
| Kriens-Luzern      | 31-32 | 32-30 | ––––  | 43-42 |
| Fraikin Granollers | 24-28 | 36-36 | 31-29 | ––––  |

### Gruppo II

#### Classifica
| Pos | Squadra      | G | V | N | P | GF  | GS  | DG  | Pt | Promozione       |
| --- | ------------ | - | - | - | - | --- | --- | --- | -- | ---------------- |
| 1   | Bidasoa Irun | 6 | 4 | 0 | 2 | 188 | 177 | +11 | 8  | Quarti di finale |
| 2   | Limoges      | 6 | 4 | 0 | 2 | 196 | 193 | +3  | 8  | Playoff          |
| 3   | Benfica      | 6 | 3 | 0 | 3 | 194 | 193 | +1  | 6  | Playoff          |
| 4   | Ystads       | 6 | 1 | 0 | 5 | 185 | 200 | −15 | 2  |                  |

#### Risultati
|              | BID   | LIM   | BEN   | YST   |
| ------------ | ----- | ----- | ----- | ----- |
| Bidasoa Irun | ––––  | 35-30 | 28-27 | 35-22 |
| Limoges      | 32-31 | ––––  | 36-28 | 31-30 |
| Benfica      | 33-30 | 37-31 | ––––  | 36-31 |
| Ystads       | 23-29 | 32-36 | 37-33 | ––––  |

### Gruppo III

#### Classifica
| Pos | Squadra   | G | V | N | P | GF  | GS  | DG  | Pt | Promozione       |
| --- | --------- | - | - | - | - | --- | --- | --- | -- | ---------------- |
| 1   | Kiel      | 6 | 4 | 2 | 0 | 184 | 176 | +8  | 10 | Quarti di finale |
| 2   | Melsungen | 6 | 4 | 1 | 1 | 186 | 176 | +10 | 9  | Playoff          |
| 3   | Porto     | 6 | 2 | 0 | 4 | 170 | 178 | −8  | 4  | Playoff          |
| 4   | Vojvodina | 6 | 0 | 1 | 5 | 168 | 198 | −30 | 1  |                  |

#### Risultati
|           | MEL   | KIE   | VOJ   | POR   |
| --------- | ----- | ----- | ----- | ----- |
| Melsungen | ––––  | 26-26 | 26-26 | 32-27 |
| Kiel      | 35-24 | ––––  | 37-35 | 32-22 |
| Vojvodina | 29-36 | 28-32 | ––––  | 30-38 |
| Porto     | 24-29 | 30-35 | 29-20 | ––––  |

### Gruppo IV

#### Classifica
| Pos | Squadra             | G | V | N | P | GF  | GS  | DG  | Pt | Promozione       |
| --- | ------------------- | - | - | - | - | --- | --- | --- | -- | ---------------- |
| 1   | Flensburg-Handewitt | 6 | 4 | 2 | 0 | 220 | 186 | +34 | 10 | Quarti di finale |
| 2   | Fenix Toulouse      | 6 | 3 | 2 | 1 | 194 | 191 | +3  | 8  | Playoff          |
| 3   | Gummersbach         | 6 | 3 | 0 | 3 | 201 | 181 | +20 | 6  | Playoff          |
| 4   | MOL-Tatabánya       | 6 | 0 | 0 | 6 | 171 | 228 | −57 | 0  |                  |

#### Risultati
|                     | FLE   | GUM   | TOU   | TAT   |
| ------------------- | ----- | ----- | ----- | ----- |
| Flensburg-Handewitt | ––––  | 32-30 | 34-34 | 44-27 |
| Gummersbach         | 31-36 | ––––  | 33-26 | 33-27 |
| Fenix Toulouse      | 35-35 | 31-30 | ––––  | 35-28 |
| MOL-Tatabánya       | 29-39 | 29-44 | 31-33 | ––––  |

## Fase ad eliminazione

### Playoff
| Squadra 1     | Totale | Squadra 2      | Andata | Ritorno |
| ------------- | ------ | -------------- | ------ | ------- |
| Benfica       | 64-65  | GOG            | 33-31  | 31-34   |
| Kriens-Luzern | 64-65  | Limoges        | 36-29  | 28-36   |
| Gummersbach   | 54-55  | Melsungen      | 29-26  | 25-29   |
| Porto         | 63-58  | Fenix Toulouse | 35-28  | 28-30   |

### Quarti di finale
| Squadra 1 | Totale | Squadra 2           | Andata | Ritorno |
| --------- | ------ | ------------------- | ------ | ------- |
| Porto     | 61-65  | Montpellier         | 29-30  | 32-35   |
| Melsungen | 60-49  | Bidasoa Irun        | 28-27  | 32-22   |
| Limoges   | 56-61  | Kiel                | 26-26  | 30-35   |
| GOG       | 55-64  | Flensburg-Handewitt | 26-29  | 29-35   |

### Final Four
Gli accoppiamenti per le semifinali sono stati sorteggiati il 30 aprile nella sede di Vienna.

#### Tabellone
|  | Semifinali          | Semifinali          | Semifinali          |                     |             | Finale          | Finale          | Finale          |  |
|  |                     |                     |                     |                     |             |                 |                 |                 |  |
|  | Kiel                | Kiel                | 31                  |                     |             |                 |                 |                 |  |
|  | Kiel                | Kiel                | 31                  |                     |             |                 |                 |                 |  |
|  | Montpellier         | Montpellier         | 32                  |                     |             |                 |                 |                 |  |
|  | Montpellier         | Montpellier         | 32                  |                     | Montpellier | Montpellier     | 25              |                 |  |
|  |                     |                     |                     |                     | Montpellier | Montpellier     | 25              |                 |  |
|  |                     |                     | Flensburg-Handewitt | Flensburg-Handewitt | 32          |                 |                 |                 |  |
|  | Melsungen           | Melsungen           | Flensburg-Handewitt | Flensburg-Handewitt | 32          | 33              |                 |                 |  |
|  | Melsungen           | Melsungen           |                     |                     |             | 33              |                 |                 |  |
|  | Flensburg-Handewitt | Flensburg-Handewitt | 34 (d.t.s.)         |                     |             | Finale 3º posto | Finale 3º posto | Finale 3º posto |  |
|  | Flensburg-Handewitt | Flensburg-Handewitt | 34 (d.t.s.)         |                     |             |                 |                 |                 |  |
|  |                     |                     |                     |                     |             |                 |                 |                 |  |
|  |                     |                     |                     |                     |             | Kiel            | Kiel            | 37              |  |
|  |                     |                     |                     |                     |             | Kiel            | Kiel            | 37              |  |
|  |                     |                     |                     |                     |             | Melsungen       | Melsungen       | 31              |  |

#### Semifinali
| Arbitri: | Kursad Erdoǧan Ibrahim Özdeniz |

|             |           |            |
| Kastening 8 | Marcatori | Jakobsen 9 |

| Arbitri: | Ivan Pavičević Miloš Ražnatović |

|                    |           |            |
| Johansson, Zerbe 7 | Marcatori | Karlsson 8 |

#### Finale 3º posto
| Arbitri: | Miklós Andorka Robert Hucker |

|           |           |           |
| Madsen 12 | Marcatori | Drosten 6 |

#### Finale
| Arbitri: | Amar Konjičanin Dino Konjičanin |

|         |           |              |
| Monte 6 | Marcatori | Jørgensen 10 |